# Ministerium für Wissenschaft und Gesundheit Rheinland-Pfalz

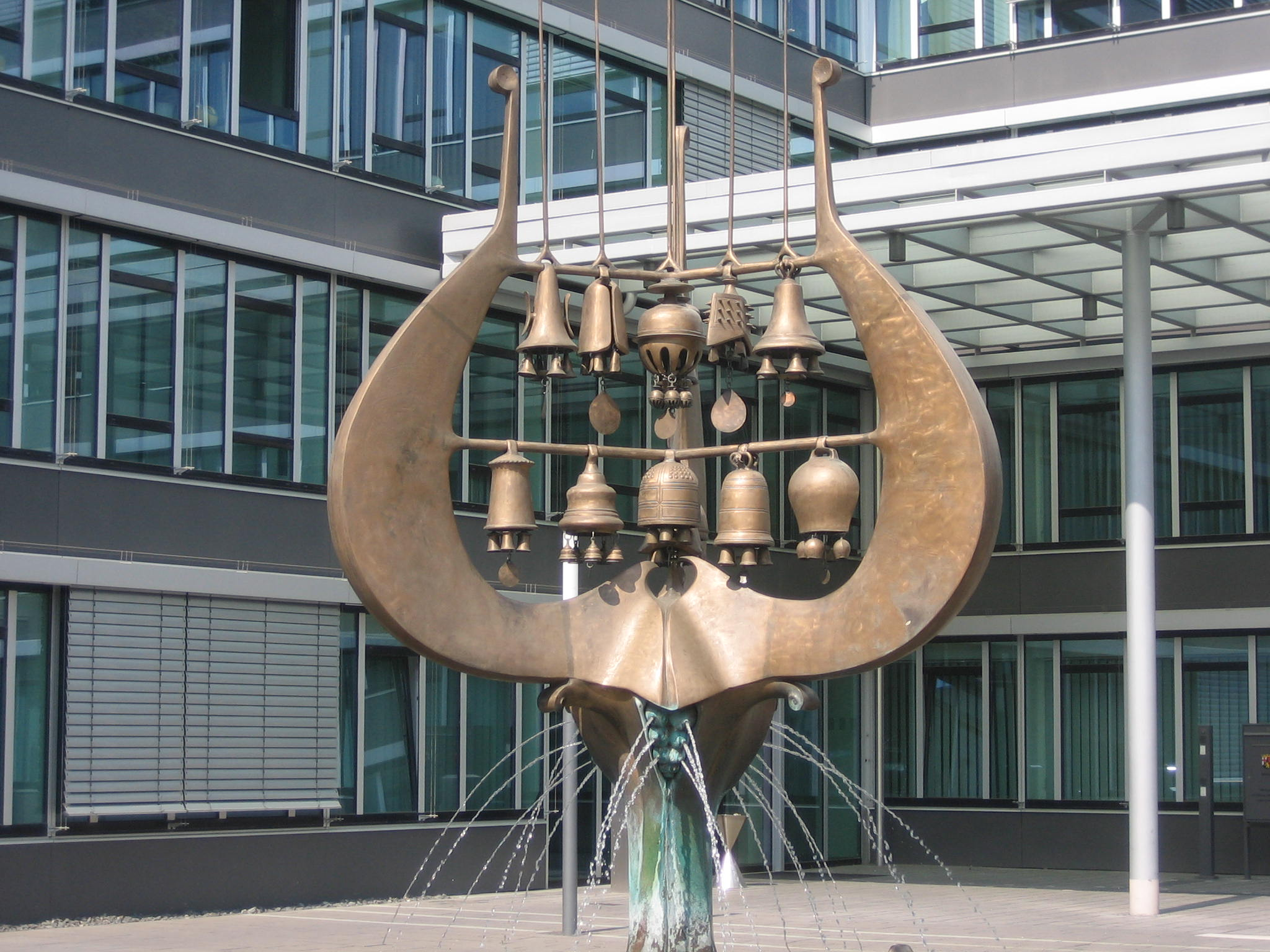
Glockenbaum, im Volksmund Beamtenwecker genannt – Skulptur von Gernot Rumpf von 1974/1975 vor dem Kultusministerium Rheinland-Pfalz

Das Ministerium für Wissenschaft und Gesundheit (MWG) ist eine oberste Landesbehörde und neben der Staatskanzlei eines der neun Ministerien der Landesregierung von Rheinland-Pfalz. Es wurde nach der Landtagswahl 2021 umformiert und löste das Ministerium für Wissenschaft, Weiterbildung und Kultur (MWWK) ab. Sein Sitz befindet sich in einem vierflügeligen Verwaltungsgebäude der 1970er-Jahre im Bleichenviertel in der Landeshauptstadt Mainz.

## Behördenleitung
Seit dem 18. Mai 2021 ist Clemens Hoch (SPD) Minister für Wissenschaft und Gesundheit des Landes Rheinland-Pfalz. Die Staatssekretärin im Ministerium ist Nicole Steingaß (SPD).

## Geschichte
Das Ministerium hatte zeitweise verschiedene Zuschnitte. Mit Regierungsübernahme der SPD in Rheinland-Pfalz 1991 wurde die Verantwortung für „Bildung und Kultur“ sowie „Wissenschaft und Weiterbildung“ für 20 Jahre geteilt. Zwischen dem 21. November 2006 und 2011 trug das Ministerium die Bezeichnung Ministerium für Bildung, Wissenschaft, Jugend und Kultur Rheinland-Pfalz.
Bei der Regierungsbildung nach der Landtagswahl in Rheinland-Pfalz 2016 wurde der Bereich Bildung in ein eigenständiges Ministerium ausgegliedert und für das Ministerium für Wissenschaft, Weiterbildung und Kultur des Landes Rheinland-Pfalz neue Schwerpunkte gesetzt. Seit 2021 hat es seinen heutigen Namen.
Der Kultursommer Rheinland-Pfalz wurde 1992 vom Landesministerium für Kultur ins Leben gerufen, um das vielseitige kulturelle Angebot in allen Regionen des Bundeslandes bekannter zu machen. Gleichzeitig erhoffte man sich eine stärkere Vernetzung der Kulturschaffenden im Land. Das Ministerium ist die Aufsichtsbehörde der Generaldirektion Kulturelles Erbe Rheinland-Pfalz mit ihren sechs Direktionen. Ebenso für die Orchester Philharmonisches Staatsorchester Mainz, Deutsche Staatsphilharmonie Rheinland-Pfalz in Ludwigshafen und Staatsorchester Rheinische Philharmonie in Koblenz. Das Landesbibliothekszentrum Rheinland-Pfalz entstand am 1. September 2004 durch Verschmelzung von bis dahin selbständigen Landeseinrichtungen.
Es ist Fach- und Dienstaufsicht der Landesarchivverwaltung Rheinland-Pfalz und des Staatstheaters Mainz. Die Gründung der Stiftung Villa Musica fand 1986 statt. Stifter waren die Landesregierung von Rheinland-Pfalz und der damalige Südwestfunk. Der Minister ist im Vorstand der Stiftung Rheinland-Pfalz für Kultur mit dem Künstlerhaus Schloss Balmoral in Bad Ems und dem Künstlerhaus Edenkoben.